# Kromi
Kromi (en rus: Кромы) és un poble (un possiólok) de l'óblast d'Oriol, a Rússia, segons el cens del 2022 tenia 6.722 habitants. És la seu administrativa del districte homònim.